# Latarnia Morska Czołpino
Latarnia Morska Czołpino – latarnia morska na polskim wybrzeżu Bałtyku, położona na północ od osady Czołpino (gmina Smołdzino, powiat słupski, województwo pomorskie).
Latarnia znajduje się pomiędzy Latarnią Morską Ustka a Latarnią Morską Stilo.

## Informacje ogólne
Latarnia jest administrowana przez Urząd Morski w Gdyni (przed 1 kwietnia 2020 roku przez Urząd Morski w Słupsku). Od 1994 roku mogą ją zwiedzać turyści.
Wieża usytuowana jest na jednej z najwyższych wydm Słowińskiego Parku Narodowego na wysokości 55 m n.p.m..
Latarnia stanowi jedną z jedenastu stacji brzegowych na polskim wybrzeżu systemu AIS-PL projektu HELCOM, który umożliwia automatyczne monitorowanie ruchu statków w strefie przybrzeżnej. Antena stacji w Czołpinie ma wysokość 75 m.

## Dane techniczne
- Położenie: 54°43'12" N 17°14'37" E
- Wysokość wieży: 25,2 m
- Wysokość światła: 75 m n.p.m.
- Zasięg nominalny światła: 21 Mm (38,9 km)
- Sektor widzialności światła: 048°-261°(213°)
- Charakterystyka światła: Przerywane grupowe
  - Przerwa: 2 s
  - Światło: 1 s
  - Przerwa: 2 s
  - Światło: 3 s
  - Okres: 8 s

## Historia
Budowę latarni realizowano na podstawie planów z 1872 roku opracowanych przez inżyniera E. Kummera. Trudne warunki terenowe sprawiły, że cały materiał budowlany musiał być dostarczony drogą morską za pomocą barek. W ciągu trzech lat powstała okrągła wieża z czerwonej cegły, której średnica u podstawy wynosi 7 metrów a poniżej galerii 6,2 metra.
Budowę latarni ukończono 15 stycznia 1875 roku. U stóp wydmy od strony południowej wybudowano budynki gospodarcze i mieszkalne dla trzech latarników, niewidoczne od strony morza.
Na wieży, w laternie zamontowano wyprodukowany we Francji aparat Fresnela, zasilany olejem, który dawał białe światło na odległość 21 Mm. Jego głównym elementem jest bębnowa soczewka Fresnela o wysokości 2750 mm i wewnętrznej średnicy 1800 mm, zestawiona z 43 szlifowanych pierścieni pryzmatycznych. W okresie międzywojennym zmieniono zasilanie latarni na elektryczne z 1000-watową żarówką uruchamianą przez fotokomórkę.
W latach 1993–1994 na latarni przeprowadzono prace remontowo-konserwacyjne polegające na zabezpieczeniu murów przed szkodliwymi czynnikami hydrologicznymi.
Dziś te zabudowania mieszkalne i gospodarcze czekają na remont i zagospodarowanie, a sama latarnia jest w bardzo dobrym stanie, nadal czynna i udostępniona do zwiedzania.

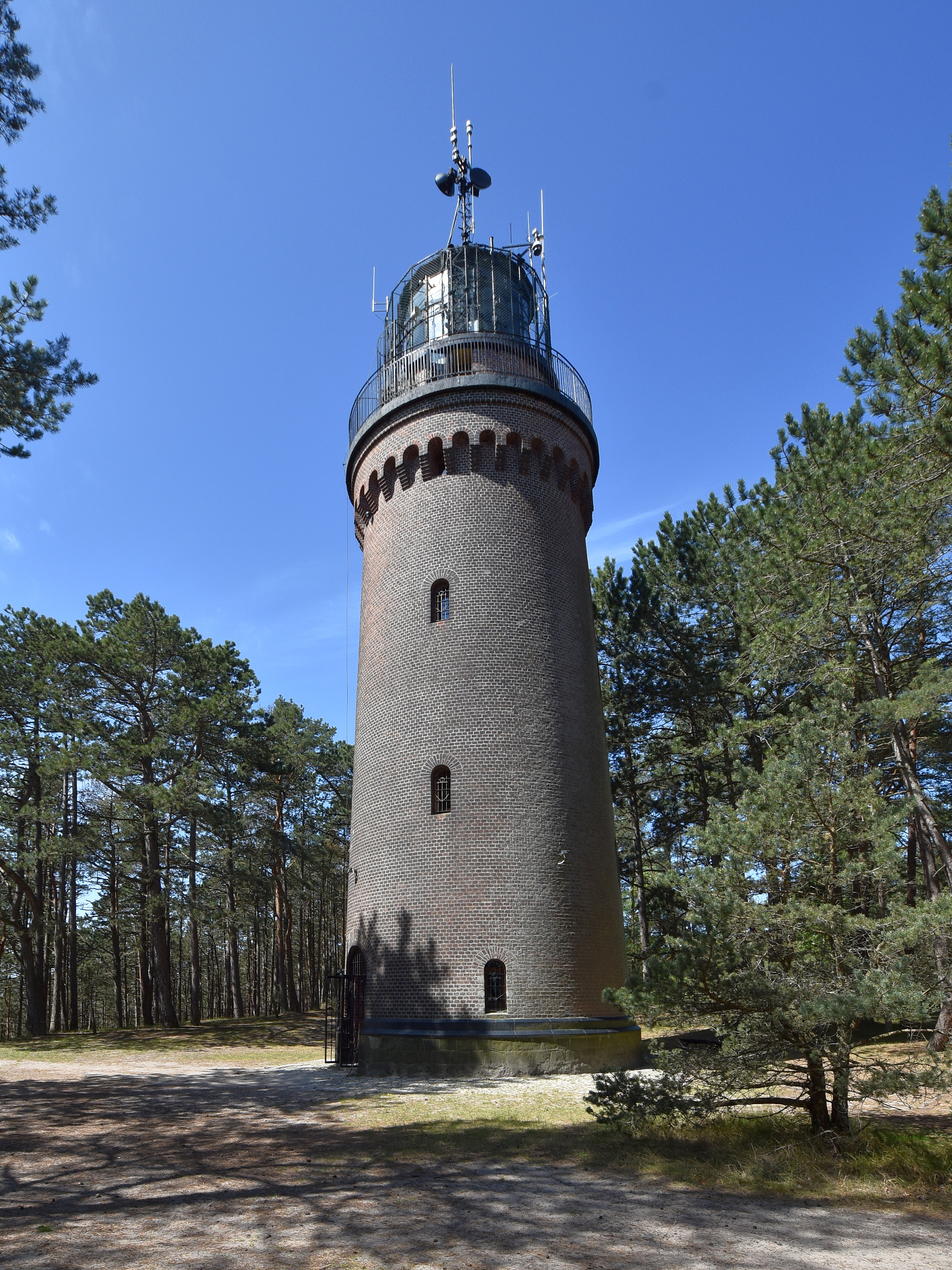
Elewacja wschodnia
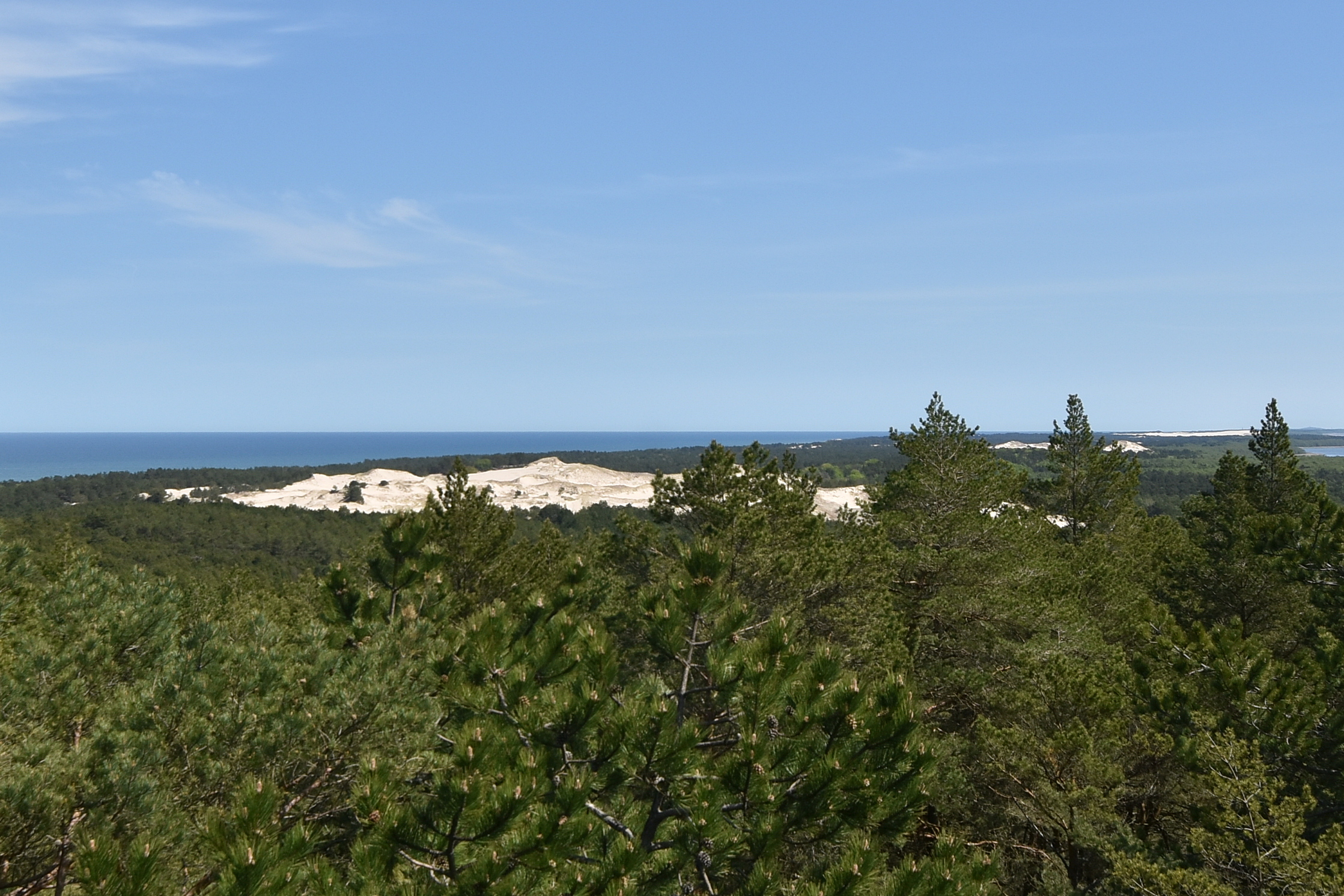
Widok z latarni na Wydmę Czołpińską
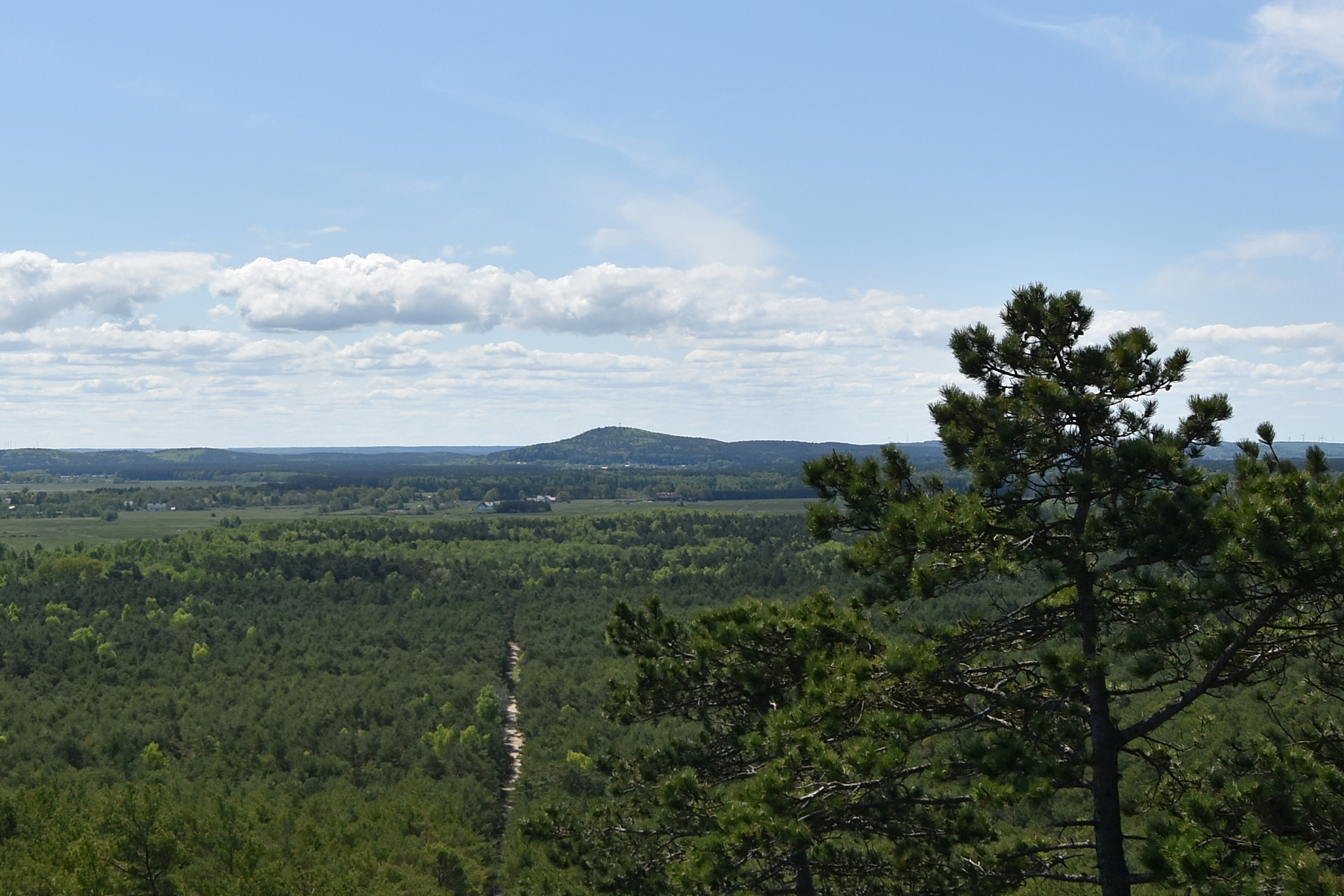
Widok z latarni na południe